# Мохаммед Іса Аль-Аббасі
Мохаммед Іса Аль-Аббасі (араб. محمد عيسى العباسي) — бахрейнський політик і журналіст.  12 грудня 2018 року склав присягу в Раді представників.

## Біографія

### Освіта
Аль-Абассі закінчив Університет Ахлії.

### Протести 2011
Під час бахрейнського повстання 2011 року, бувши ведучим на телеканалі Бахрейнської радіотелевізійної корпорації, Аль-Абассі зайняв рішучу роялістську позицію, що призвело до жорсткої критики з боку опозиції. У 2013 році його відсторонили від роботи в умовах посилення зближення між опозицією та Аль-Халіфи.

### Будинок представників
Аль-Абассі увійшов у політику, балотуючись на загальних виборах у Бахрейні 2018 року до третього виборчого округу провінції Мухаррак у національну Палату представників. У першому турі 24 листопада він набрав 2 217 голосів (38,54%), що зумовило необхідність проведення другого туру 1 грудня, в якому він переміг Мохаммеда аль-Алаві з 3 096 голосами (58,64%).